# 愛宕稲荷神社
愛宕稲荷神社（あたごいなりじんじゃ）は、 長野県飯田市愛宕町にある神社。

## 祭神
- 保食命（うけもちのみこと）[1]
- 大宮能賣命（おおみやのめのみこと）[1]
- 猿田彦命（さるたひこのみこと）[1]
- 火産霊命（ほむすひのみこと）[1]

## 歴史

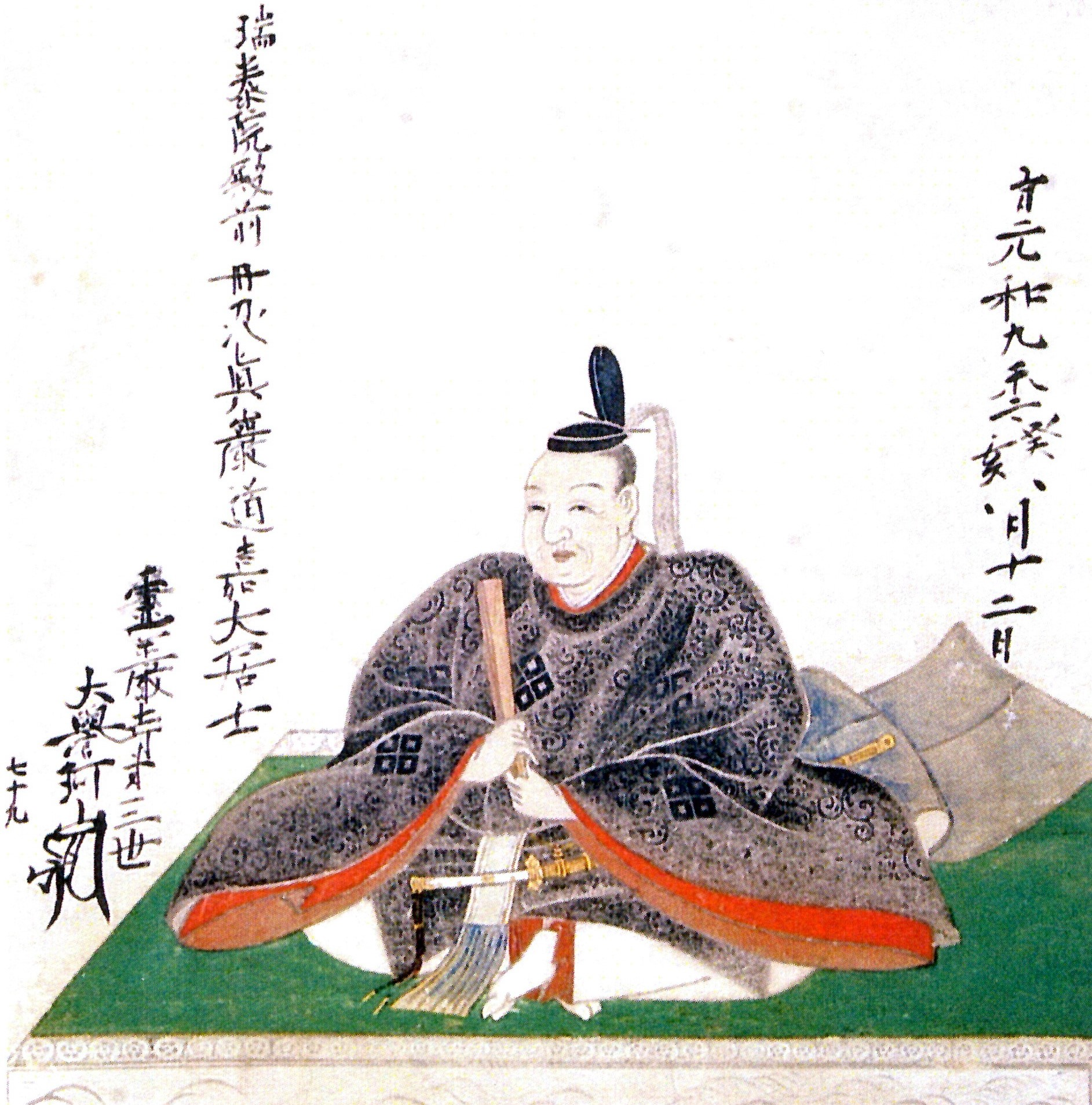
社を現在地に移した京極高知

建久6年（1195年）には、源頼朝の配下で郊戸庄の地頭である近藤六郎周家が、居城を上飯田の松原宿から現在の愛宕稲荷神社周辺の地域に移し、家名を坂西と改めて城を飯坂城と名付けた。坂西長門守の時代には現在の飯田城址である字山伏丸と換地してそちらに移り、現在の愛宕稲荷神社周辺は愛宕山地蔵寺となって山伏の行所となった。
康永2年（1344年）に生まれた飯坂城主の坂西由政（ばんざいよしまさ）は、坂西家歴代中の名君であったとされる。由政が飯坂城の丑寅の高台（現在の知久町一丁目）に、鬼門除けとして伏見稲荷大社を勧請して祀ったのが本社の創始であり、この頃には由政稲荷（よしまさいなり）と称した。

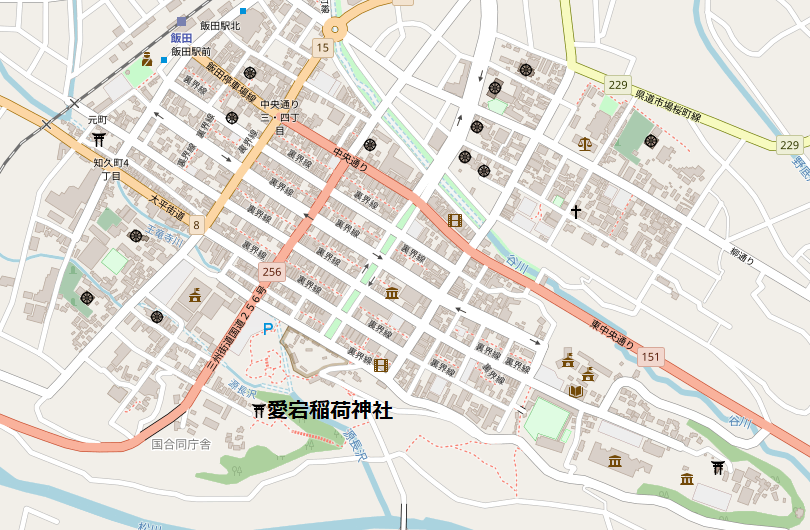
飯田市街地における愛宕稲荷神社

文禄年間（1593年-1596年）には、飯田城の城主である京極高知が碁盤目の城下町を整備して堀などを築いた。この際に邪魔となった由政稲荷を鶏冠山に移し、この時に愛宕稲荷神社（あたごいなりじんじゃ）となった。寛文年間（1661年-1673年）頃の鶏冠山には女性や子供でも容易に登ることのできる参道があったとされるが、安政元年（1854年）には安政東海地震が起こり、鶏冠山が崩壊して土砂が境内に流れ込んだため、本殿と拝殿が破壊された。また松川の支流である源長川の洪水によって鶏冠山が今日のような断崖となり、同一場所での再建は不可能となった。
安政6年（1859年）には上段の愛宕社の境内の一角に本殿と拝殿を再建しており、この本殿と拝殿は諏訪の名匠立川和四郎（襲名制）の作である。享保年間（1716年-1736年）にはすでに愛宕稲荷神社が飯田全町の氏神の様相を呈しており、延享元年（1744年）には伏見稲荷大社から社格を累進された。1901年（明治34年）には境内を拡張して愛宕社を合祀しており、愛宕社にとっては愛宕稲荷神社に庇を貸して母屋を取られる形となっている。1926年（昭和元年）にはさらに境内を拡張し、1928年（昭和3年）には本殿を現在の場所に移して9月に遷座式を挙行している。現在の氏子は知久町の1町・2町・3町、愛宕町、扇町、箕瀬町1町・3町、大久保町の計８か町である。

## 一本桜
愛宕稲荷神社は桜の名所として知られており、一本桜として「清秀桜」（せいしゅうざくら）と「千代蔵桜」（ちよぞうざくら）がある。

### 清秀桜
愛宕神社には飯田市最古の桜とされる「愛宕神社の清秀桜」がある。品種はエドヒガン。飯田市公式サイトでは「胸高周囲約6.5m、樹高約10m」としており、『信州の桜紀行』では「根回り7m、目通り6m、高さ10m」としており、『信濃の一本桜』では「幹回りは4.1m、樹高は8m程度」としている。花色は濃いピンク色である。
鎌倉時代の仁治年間（1240年-1242年）に、飯坂城（愛宕城）跡地にできた地蔵寺に清秀（せいしゅう）法印が手植えしたものと伝えられ、桜の名称は清秀法印に由来する。清秀法印はこの桜を普通の山桜とは異なる「姥桜」（うばざくら）であるとし、当初は清秀桜ではなく「姥桜」と呼ばれていたとする伝承が残っている。地蔵寺は後に愛宕稲荷神社となった。1973年（昭和48年）12月15日に飯田市指定文化財（天然記念物）に指定された。根回りの割に上部が低いのは、かつて落雷被害にあったためである。落雷によって割れた幹には空洞ができており、根元は数本に分かれている。樹齢は「2012年時点で約760年」とも、「2012年時点で800年」とも。

### 千代蔵桜
「清秀桜」のほかに、境内の東方には「千代蔵桜」がある。幹回りは4.3m、樹高は16mであり、推定樹齢は200年である。飯田藩家老の安富氏から神社に献納され、飯田城を臨める境内の東方に植樹されたと伝えられる。

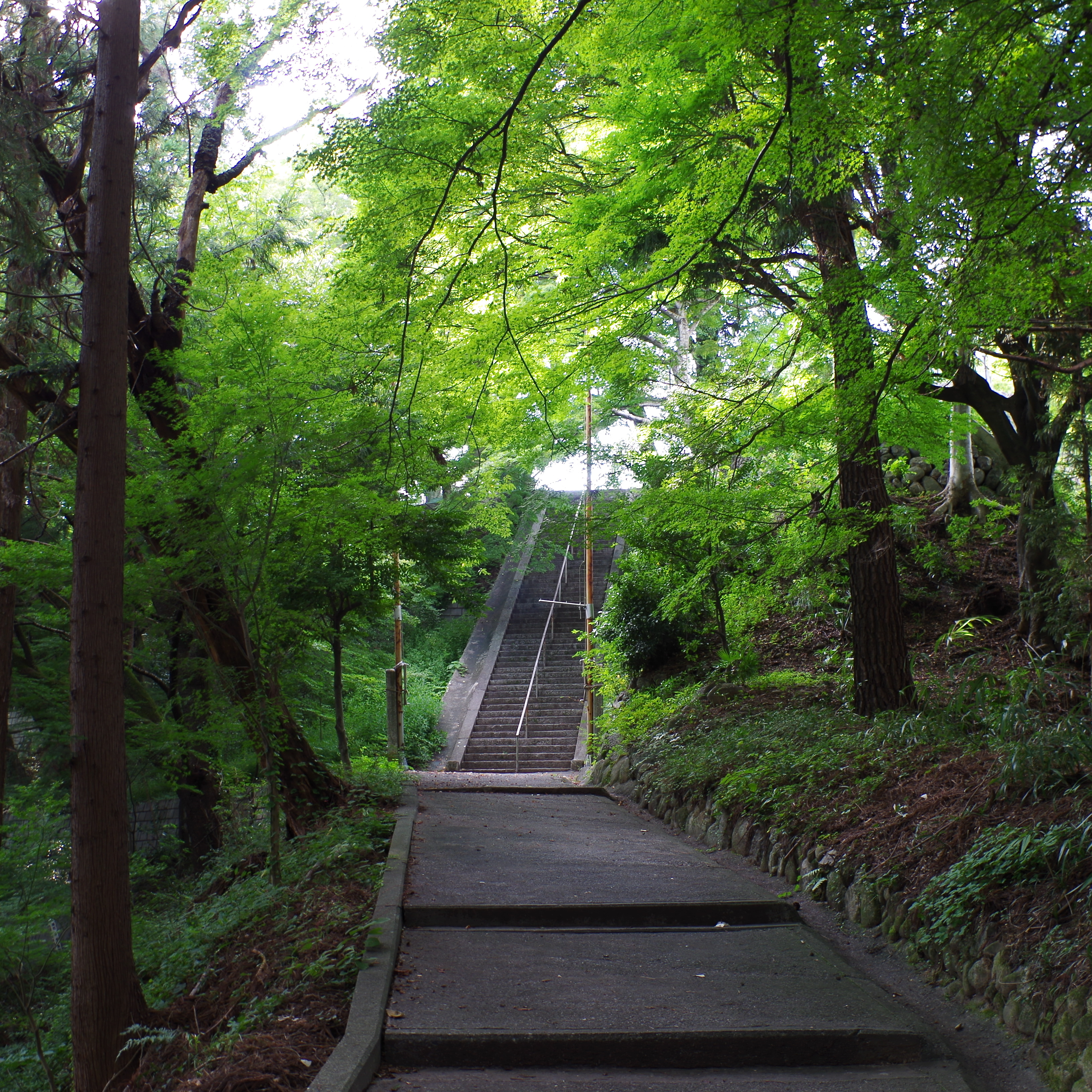
東側参道
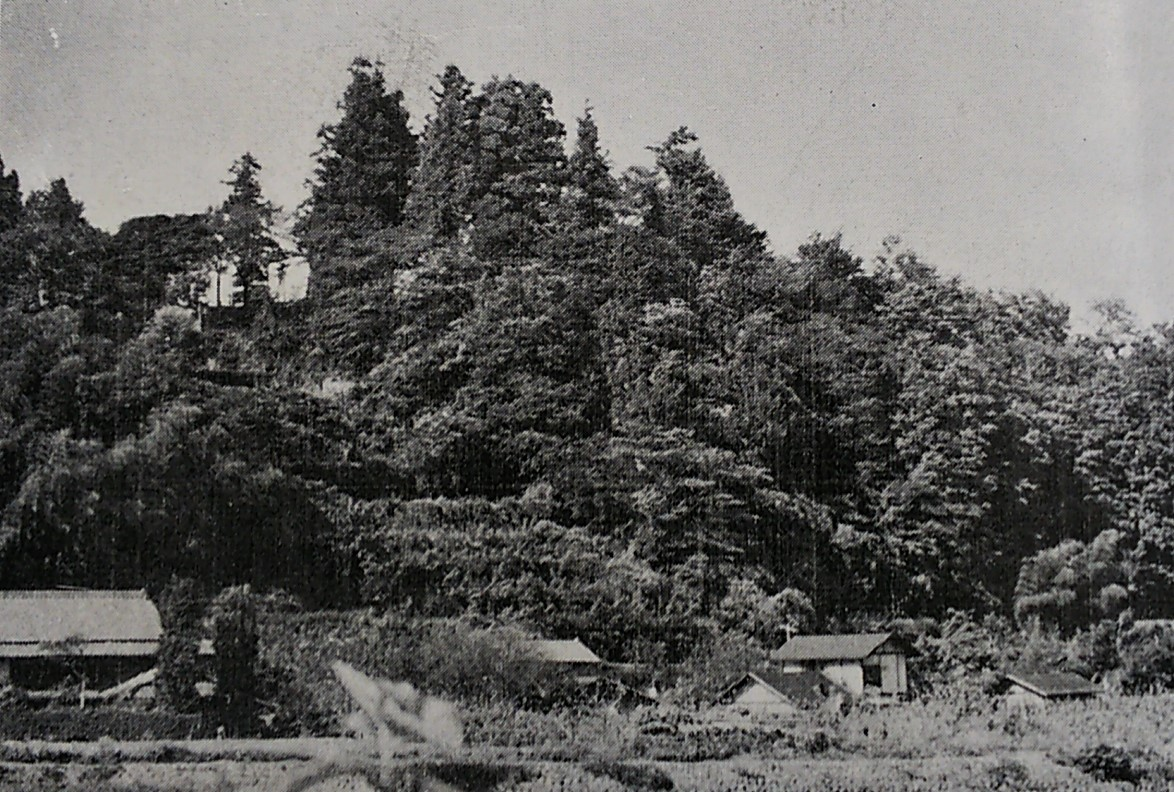
下伊那郡鼎町から見た社叢
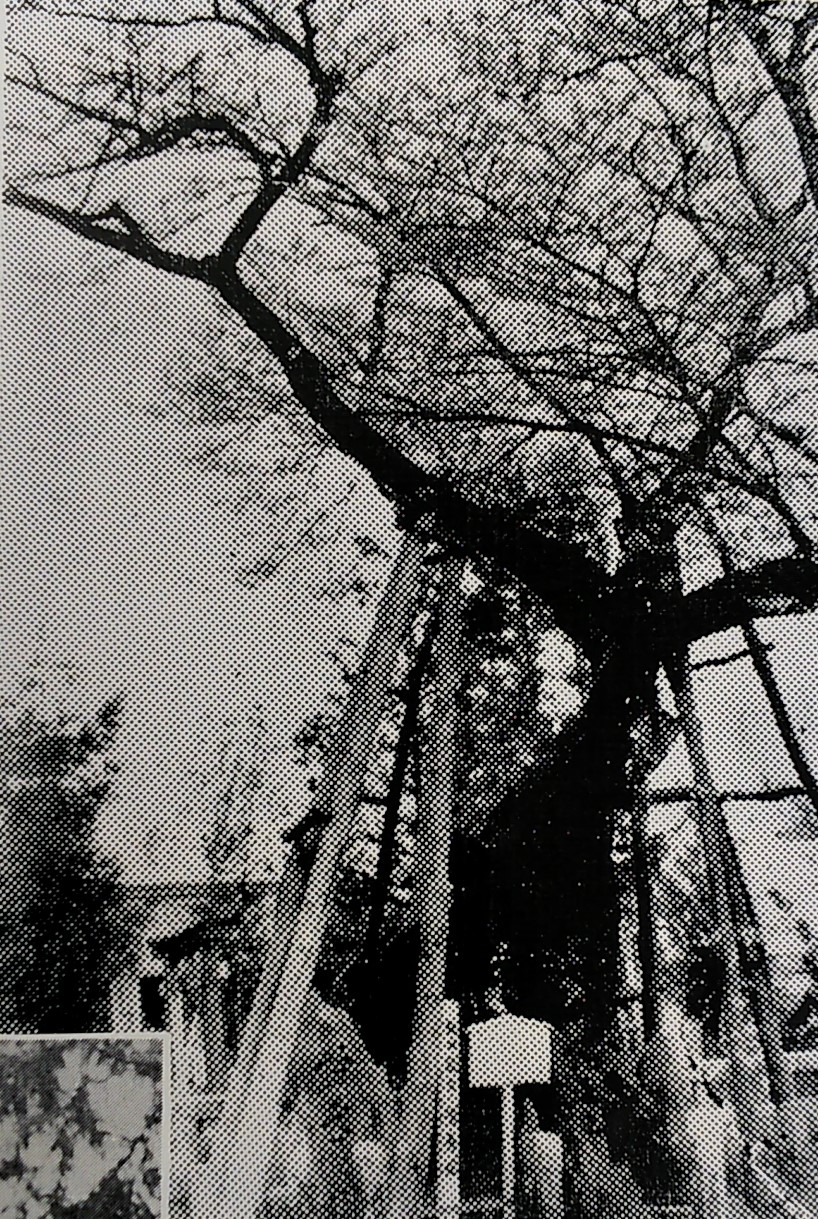
1962年の清秀桜
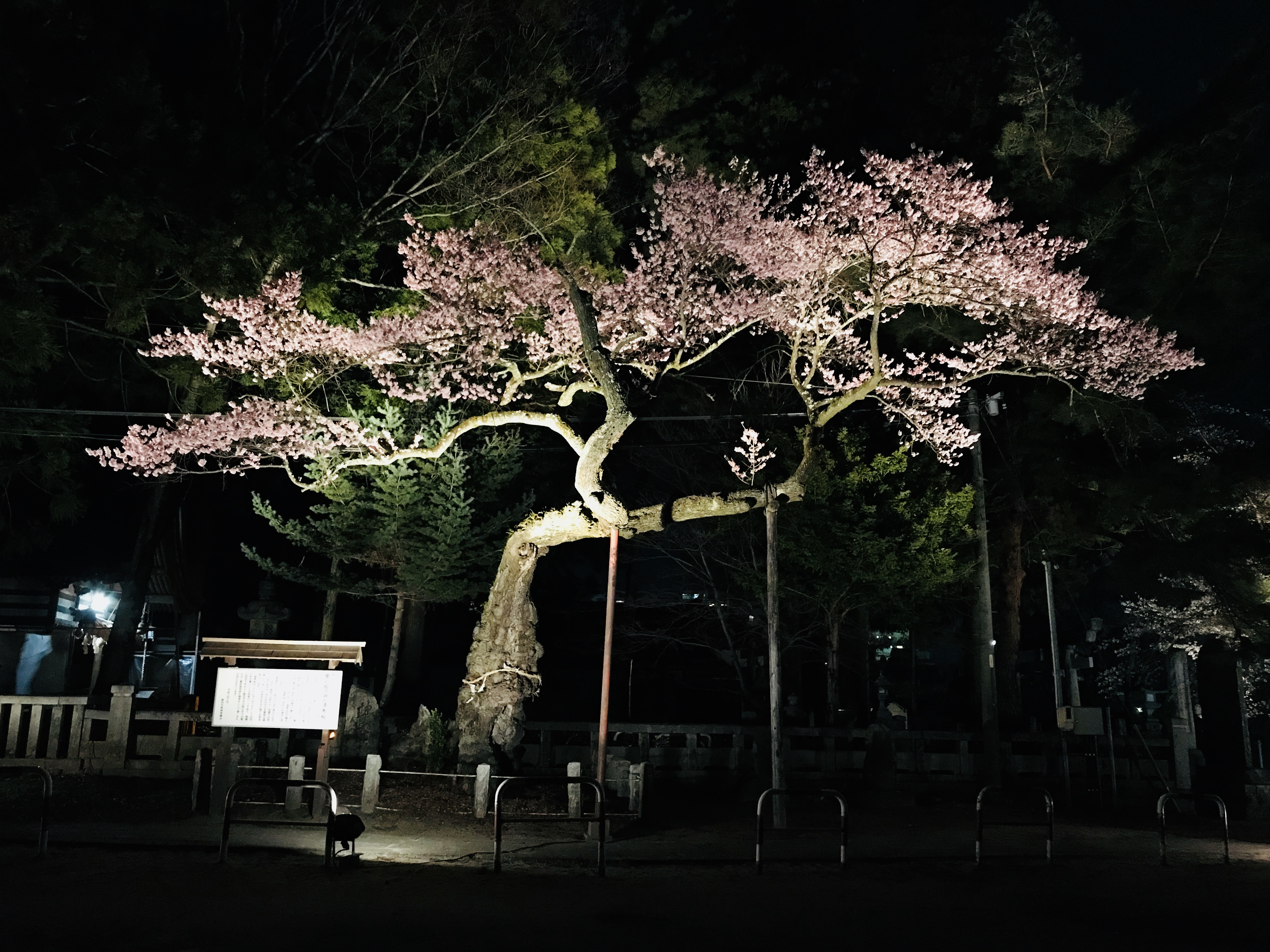
清秀桜(夜間)
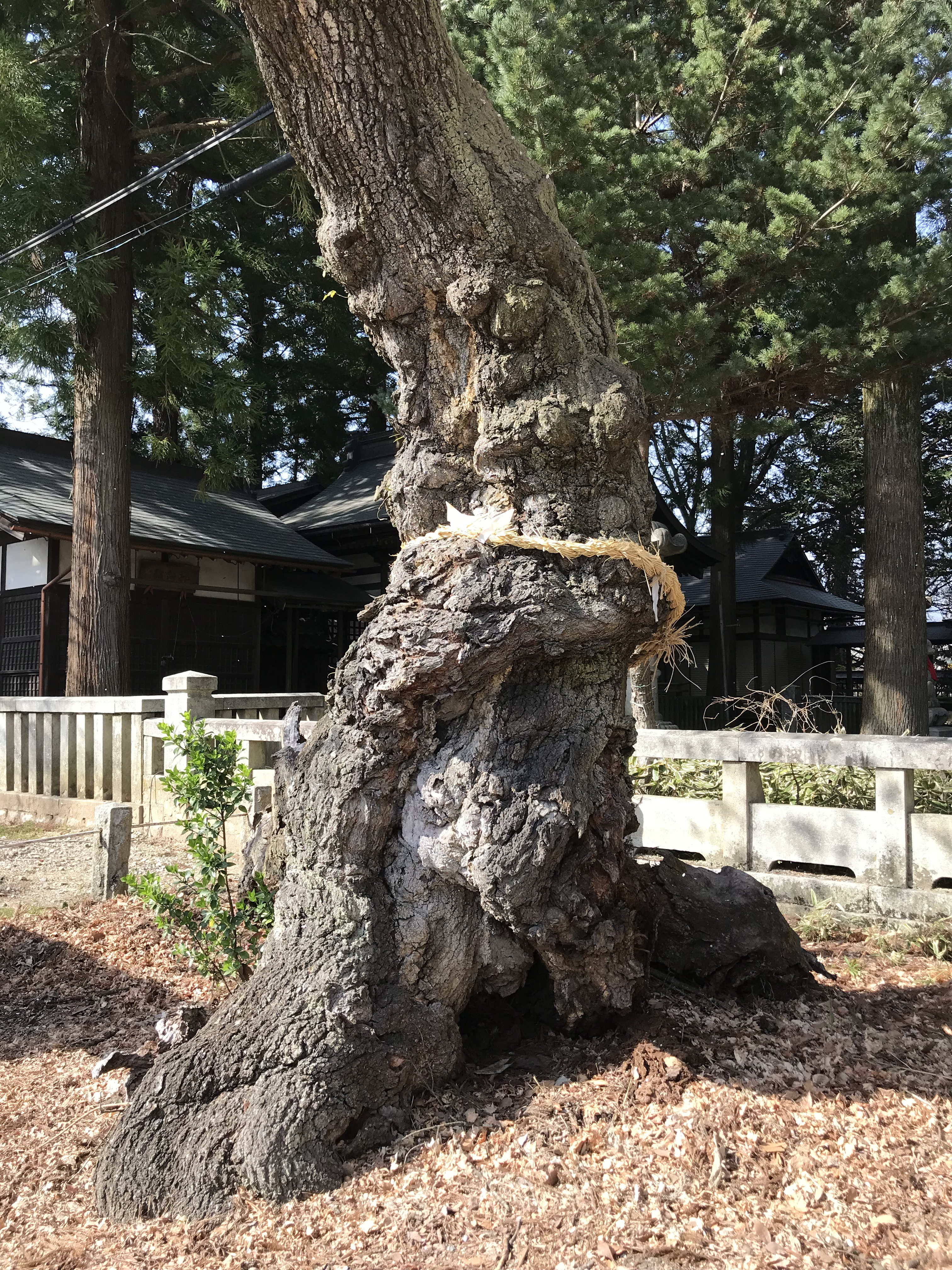
清秀桜の根
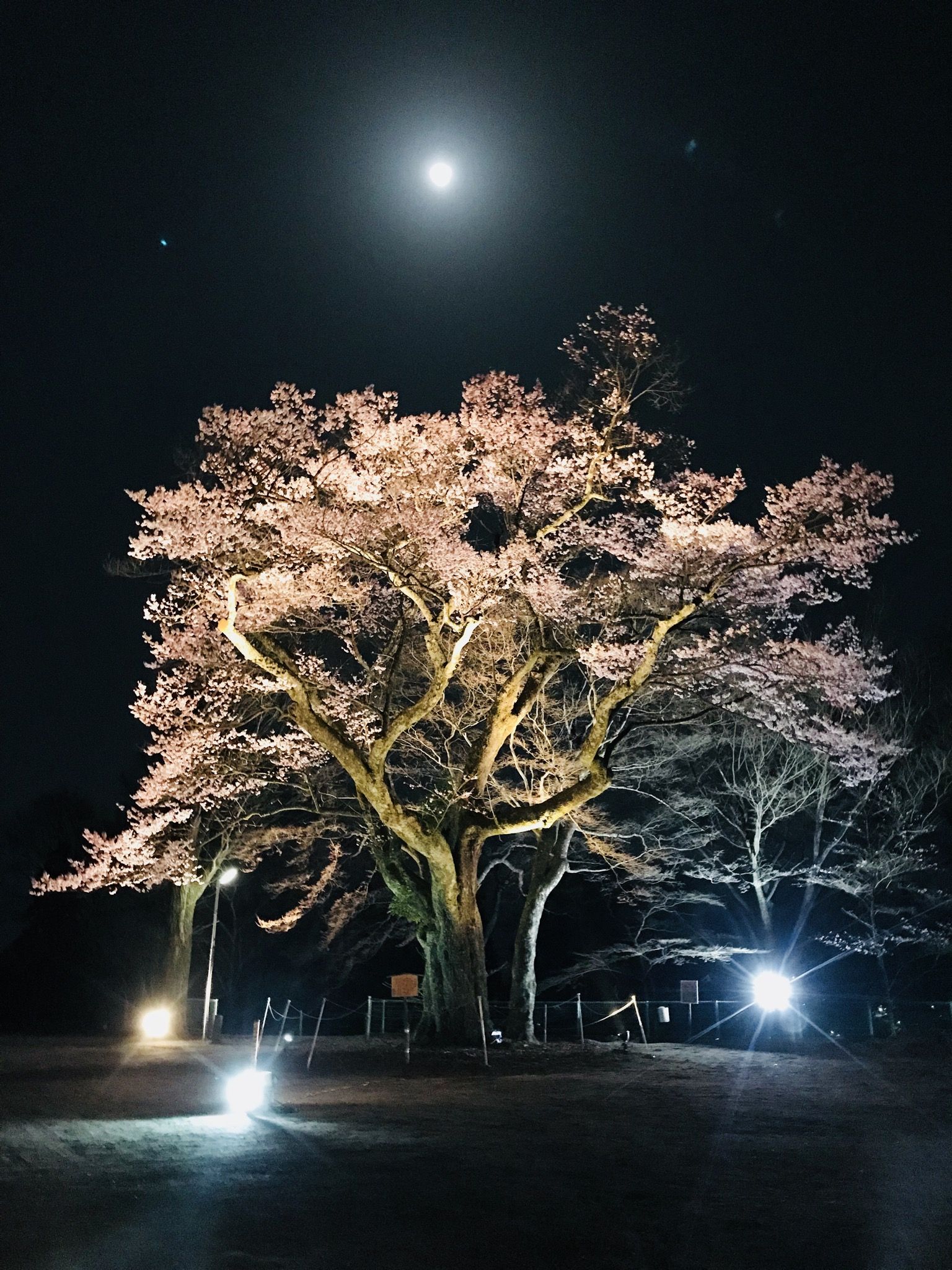
千代蔵桜
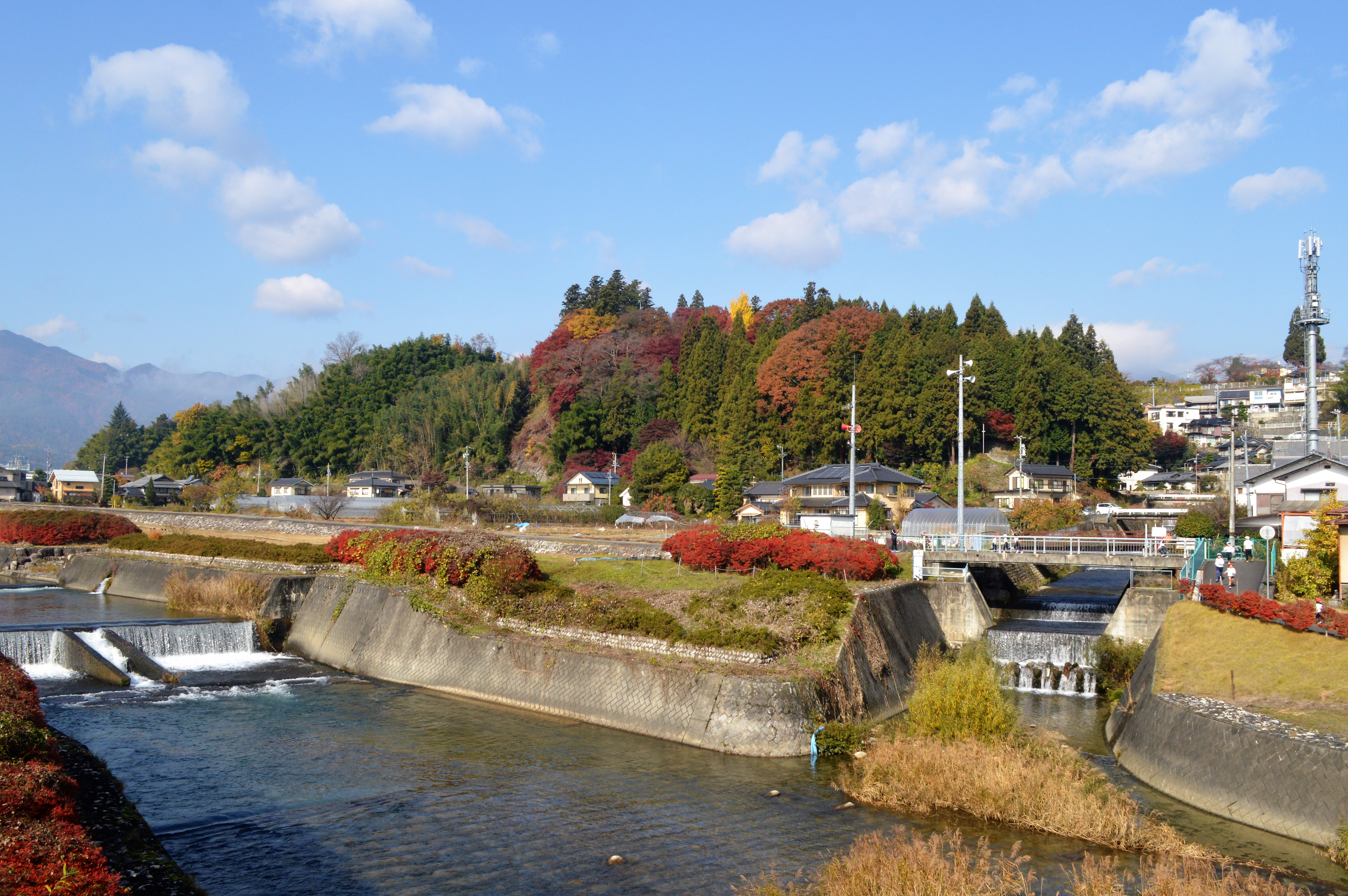
松川と愛宕稲荷神社の社叢

## 交通
- JR飯田線桜町駅から徒歩10分、または飯田駅から徒歩12分[8]
- 信南交通バス市内循環線「市役所前」停留所から徒歩2分[8]